# Bio-Attack
Bio-Attack (バイォア夕ツク?, Baio Atakku) è un videogioco arcade di genere sparatutto a scorrimento verticale, edito nel 1983 dalla Taito su licenza della Fox Video Games.
È il secondo gioco ad essere basato sul film del 1966 Viaggio allucinante. Il primo uscì nel 1982 per Atari 2600 e porta il nome originale di Fantastic Voyage.

## Modalità di gioco
La premessa di Bio-Attack è esattamente quella del sopracitato film; una navicella medica viene miniaturizzata ed iniettata all'interno del flusso sanguigno di un corpo umano. Sarà intenta a salvare la vita del paziente malato eliminando gli agenti patogeni che hanno infettato l'intero organismo.
La nave scorre dal basso verso l'alto automaticamente ma può muoversi tramite il joystick in tutte e otto le direzioni. Premendo il pulsante può sparare colpi di vaccino contro i nemici che incrocia lungo il tragitto. Dispone inoltre di un misuratore di ossigeno visualizzato nella parte inferiore dell'interfaccia, che durante il volo consuma in modo graduale e può essere rifornito raccogliendo dei globuli bianchi, i quali possono anche venire per sbaglio distrutti dagli spari del giocatore. Quando esso si esaurisce, la partita termina indipendentemente dal numero di vite rimaste. Al completamento di un livello la quantità rimanente di ossigeno viene convertito in punti bonus.
Sono sei i livelli indicati sulla mappa che compongono il titolo, i dispari rappresentano le vene mentre i pari gli organi. Viene intrapreso il viaggio che dalla vena del braccio sinistro lo porta al cuore, ove un batterio a forma di rombo ha ostruito una delle valvole. Dal cuore si va a scendere nello stomaco, dove bisogna rimuovere delle ulcere prestando attenzione ai succhi gastrici. E infine dallo stomaco si sale fino a giungere all'occhio destro, strutturato in un labirinto di vasi retinici che deve essere attraversato per fuoriuscire dalle palpebre. Il ciclo dei livelli dopodiché si ripete con incremento della difficoltà.

## Accoglienza
In Giappone, la rivista Game Machine elencò Bio-Attack nel numero del 15 giugno 1983 come l'ottava unità arcade di maggior successo del mese.